# 春別駅

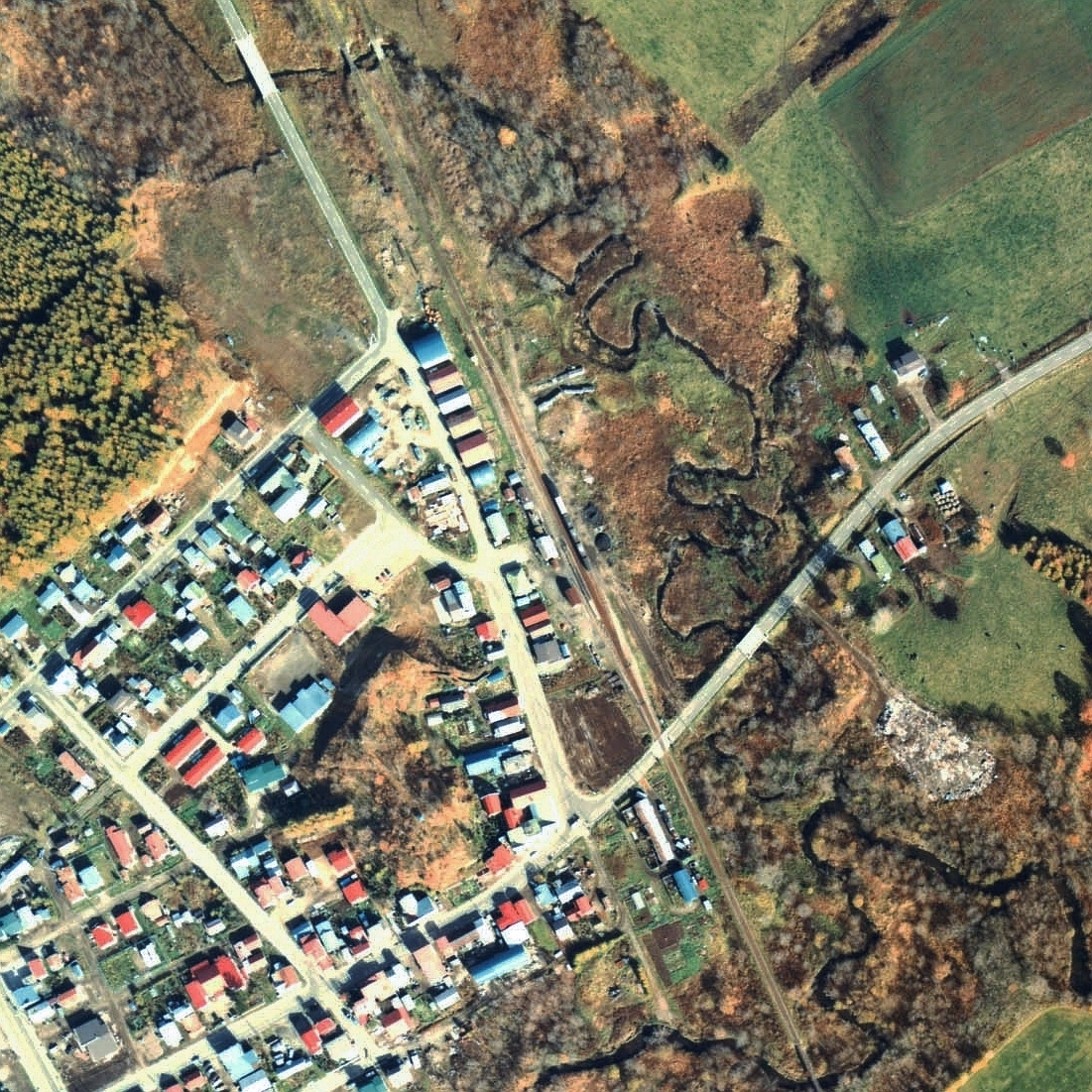
1977年の春別駅と周囲約500m範囲。上が中標津方面。駅裏に小さなストックヤードがあり、僅かばかりの石炭が野積みされている。相対ホームは貨物ホームに転用されていて、貨物列車が停車している。駅舎横中標津側の三角状のストックヤードには家が立ち並び、かつての貨物ホームが家屋と本線との間に草生している。ヤードは北側に見える空き地まであった。駅舎横の南側に見える整地された空き地にはかつて殖民軌道の大きな貨物取扱所があったが、全て撤去されている。軌道はその前の通りを南に少し下って市街の南端に見える軌道跡の細い道を西に向かい、左下に見える中春別市街を通る北海道道8号根室中標津線にぶつかった後、8号線の左脇を、廃止された殖民軌道根室線の軌道を利用して北に併走し、郊外で西へ向きを変えた。

春別駅（しゅんべつえき）は、北海道野付郡別海町中春別東町にかつて設置されていた、北海道旅客鉄道（JR北海道）標津線の駅（廃駅）である。電報略号はユン。事務管理コードは▲111722。

## 歴史
- 1934年（昭和9年）10月1日 - 国有鉄道の標津線の駅として開業[1]。一般駅[1]。
- 1980年（昭和55年）4月30日 - 貨物の取り扱いを廃止[1]。
- 1984年（昭和59年）2月1日 - 荷物の取り扱いを廃止[1]。
- 1986年（昭和61年）11月1日 - 一般駅から無人駅へ変更[3]。
- 1987年（昭和62年）4月1日 - 国鉄分割民営化により、JR北海道に継承[1]。
- 1989年（平成元年）4月30日 - 標津線の全線廃止に伴い、廃駅となる[1]。

### 駅名の由来
地名より。現在の春別川を指すアイヌ語に由来するが諸説ある。以下、アイヌ語の表記は出典に基づく。
- 「シュムペッ」（西の川）[4]。
- 「スㇺペツ（sum-pet）」（油・川）[5]。
- 「エスㇺペッ（esum-pet）」（ おぼれる・川）が略され「スㇺペツ（sum-pet）」となったものから[5]。

## 駅の構造
廃止時点で、単式ホーム1面1線を有したが、かつては相対式ホーム2面2線を有する列車行き違い可能駅であった。
戦後間もない時期までは、駅舎側に島式ホームと駅裏に単式ホームを持つ変則的な相対式ホーム2面2線で、駅舎は西側（中標津方面に向かって左側）にあって、島式ホームは厚床寄りにずれて設置され、駅舎から島式ホームの中標津側端及び相対ホームの中央が構内踏切で連絡していた。開業後間もない1938年の時刻表によれば、列車交換も行われていた。ただし遅くとも1944年以降の時刻表からは列車交換は別海駅（西別駅）に変更されている。

島式ホームの駅舎側は貨物用の副本線として使用されていた。駅裏は春別川の支流が蛇行する湿地帯で、広い敷地が確保出来なかったためか、代わりに駅舎横の中標津側に非常に長い貨物ホームと広い三角状のストックヤードがあり、副本線から分岐した引込み線が伸びていた。ストックヤードには主に多くの木材が野積みされていた様である。
また厚床側には1936年（昭和11年）から1949年（昭和24年）まで、別海町上春別まで伸びて殖民軌道西別線と接続する、殖民軌道春別線（改名前は中春別線）の屋根のある大きな貨物取扱所が設置されていた。
その後貨物の取扱が減り、殖民軌道も廃止されると、駅舎側の副本線は厚床寄りの分岐が外されて駅舎前までの引込み線にされ、代わりに駅裏に小さなストックヤードが設けられて相対ホーム側本線が貨物用の副本線扱いに変更された。
貨物及び荷物取扱い廃止後は、副本線及び引込み線が撤去され、島状の単式ホーム1面1線に棒線化された。

## 利用状況
乗車人員の推移は以下のとおり。年間の値のみ判明している年については、当該年度の日数で除した値を括弧書きで1日平均欄に示す。乗降人員のみが判明している場合は、1/2した値を括弧書きで記した。
| 年度               | 乗車人員 | 乗車人員 | 出典  | 備考 |
| 年度               | 年間     | 1日平均  | 出典  | 備考 |
| ------------------ | -------- | -------- | ----- | ---- |
| 1978年（昭和53年） |          | 97       | [ 6 ] |      |

## 現況

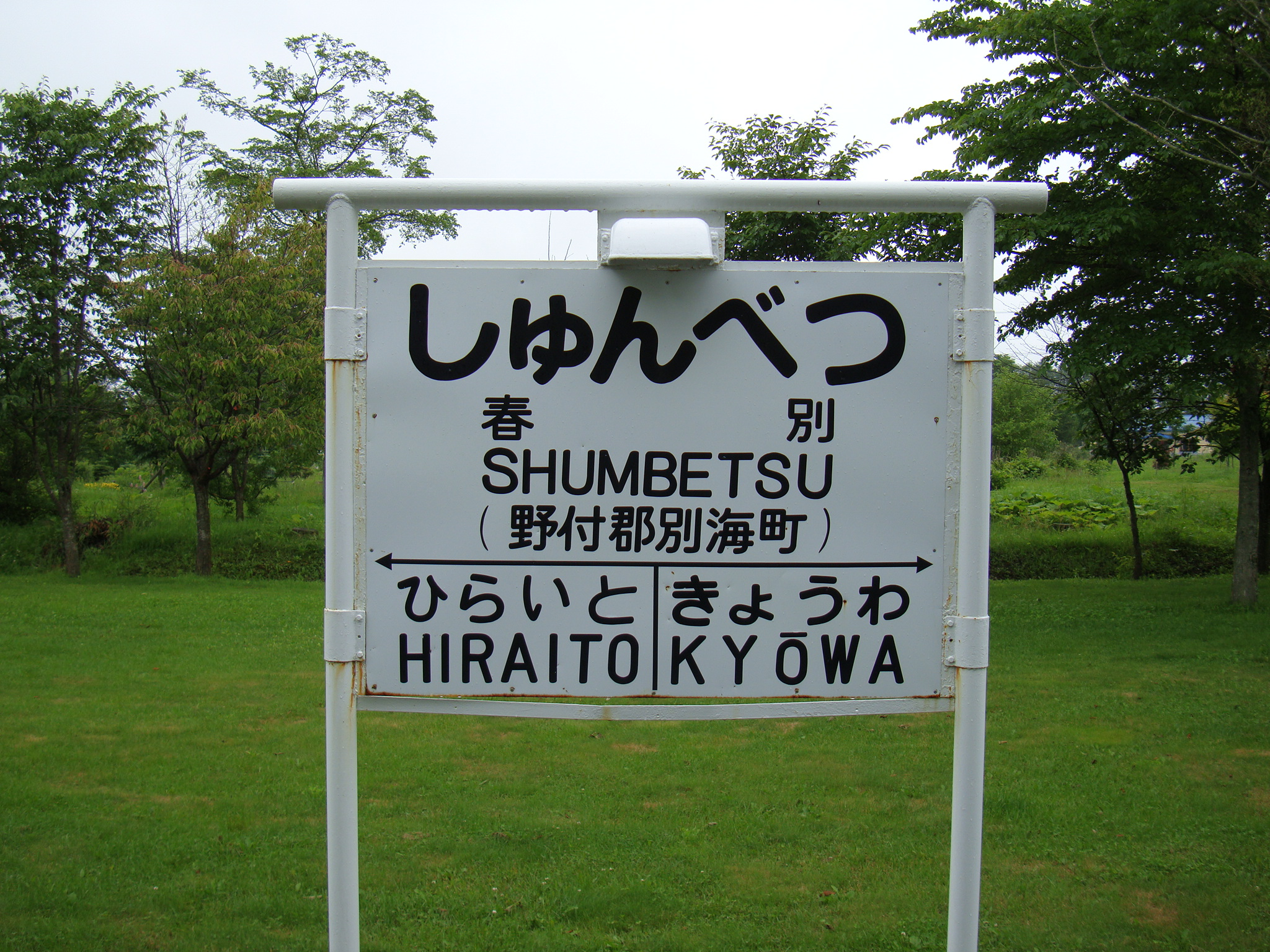
別海町鉄道記念公園に保存される駅名標

駅跡地には現在、中春別ヘルスパークが設置されている。すでに廃止から20年以上が経つが、北海道道363号尾岱沼港春別停車場線にその名を留めている。
- 根室交通「中春別」停留所

## 隣の駅
北海道旅客鉄道
標津線（支線）
協和駅 - 春別駅 - 平糸駅